# KPTI

Ліворуч: один набір таблиць сторінок для просторів ядра і користувача. Праворуч: при KPTI у режимі користувача присутній лише мінімальний набір таблиць сторінок ядра, необхідний для роботи системних викликів і переривань.

Ізоляція таблиці сторінок пам'яті ядра (англ. Kernel page-table isolation, KPTI; раніше відома як KAISER) — технологія посилення захисту ядра Лінукс від уразливості Meltdown в сучасних мікропроцесорах сімейства Intel x86 шляхом кращої ізоляції пам'яті простору ядра від простору користувача.
Підтримку KPTI додано до ядра Linux версії 4.15, випущене на початку 2018 року, та портоване у ядра версії 4.14.11, 4.19.75 та 4.4.110.
Microsoft Windows має аналогічний механізм захисту починаючи з Windows 10 версії 17035 (RS4).